# Marvin Martin
Marvin Martin (født 10. januar 1988 i Paris) er en fransk fodboldlandsholdsspiller, der lige for tiden spiller for den franske klub Reims. Han har tidligere spillet for blandt andet Lille og Sochaux.
Martin har desuden (pr marts 2018) spillet 15 kampe og scoret to mål for det franske landshold.